# ماریو ریوا
ماریو ریوا (انگلیسی: Mario Riva؛ ‏ ۲۶ ژانویهٔ ۱۹۱۲ – ۱ سپتامبر ۱۹۶۰) بازیگر، و مجری اهل ایتالیا بود.
از فیلم‌های او می‌توان به زیباترین روزها، فردا هم روز خداست و در پاسگاه پلیس رخ داد اشاره کرد.